# Artur Jewgenjewitsch Anissimow
Artur Jewgenjewitsch Anissimow (russisch Артур Евгеньевич Анисимов; * 31. Dezember 1992 in Nabereschnyje Tschelny) ist ein russischer Fußballtorwart.

## Karriere
Anissimow begann seine Karriere bei Kamas Nabereschnyje Tschelny. Zur Saison 2012/13 rückte er in den Kader der ersten Mannschaft von Kamas. Im September 2012 absolvierte er sein erstes Spiel für den Drittligisten in der Perwenstwo PFL. In seiner ersten Spielzeit in der ersten Mannschaft kam der Torhüter zu fünf Drittligaeinsätzen. In den Saisonen 2013/14 und 2014/15 kam er jeweils einmal zum Einsatz. Mit den Tataren stieg er am Ende der Saison 2014/15 in die Perwenstwo FNL auf.
Nach dem Aufstieg wechselte Anissimow zum Drittligisten Wolga-Olimpijez Nischni Nowgorod. In seiner ersten Spielzeit in Nischni Nowgorod kam er zu 27 Drittligaeinsätzen. In der Saison 2016/17 absolvierte er 17 Drittligapartien, zu Saisonende stieg er auch mit Olimpijez in die Perwenstwo FNL auf. Im Juli 2017 gab er gegen Awangard Kursk schließlich sein Zweitligadebüt. In der Saison 2017/18 war er mit einer kurzen Ausnahme von fünf Spieltagen im Tor Nischni Nowgorods gesetzt, ehe er nach 21 Saisoneinsätzen im März 2018 von einem Armbruch ausgebremst wurde, durch den er den Rest der Spielzeit verpasste. Nach seiner Genesung musste er zu Beginn der folgenden Spielzeit zunächst hinter seiner Vertretung Nikolai Syssujew auf der Bank des nun FK Nischni Nowgorod genannten Vereins Platz nehmen.
Ab dem zehnten Spieltag hütete schließlich Anissimow wieder den Kasten des Zweitligisten und kam bis Saisonende zu 29 Einsätzen. Nach vier Einsätzen zu Beginn der Saison 2019/20 hatte er erneut das Nachsehen gegenüber Syssujew, ehe sich sein Teamkollege am 16. Spieltag verletzte, woraufhin der Weg wieder frei war für Anissimow. Bis zum COVID-bedingten Saisonabbruch absolvierte er 13 Zweitligapartien. Bereits im Februar 2020 hatte Nischni Nowgorod mit Oleg Smirnow einen dritten Tormann verpflichtet, der als Nummer eins in die Saison 2020/21 ging. Nach acht Spieltagen gelang es allerdings Anissimow wieder sich dauerhaft in die Startelf des Zweitligisten zu spielen, bis Saisonende kam er zu 29 Zweitligaeinsätzen und stieg mit dem Verein in die Premjer-Liga auf.
Sein Debüt im Oberhaus gab er dann im Oktober 2021 gegen Krylja Sowetow Samara. Anissimow war aber nach dem Aufstieg nur noch Ersatztorhüter und absolvierte in der Saison 2021/22 zwei Spiele. In der Saison 2022/23 kam er gar nie zum Zug. Zur Saison 2023/24 kehrte er nach acht Jahren zum Zweitligisten Kamas zurück.